# Liste der Bodendenkmäler in Spalt
Auf dieser Seite sind die Bodendenkmäler in der mittelfränkischen Stadt Spalt zusammengestellt. Diese Tabelle ist eine Teilliste der Liste der Bodendenkmäler in Bayern. Grundlage ist die Bayerische Denkmalliste, die auf Basis des Bayerischen Denkmalschutzgesetzes vom 1. Oktober 1973 erstmals erstellt wurde und seither durch das Bayerische Landesamt für Denkmalpflege geführt wird. Die folgenden Angaben ersetzen nicht die rechtsverbindliche Auskunft der Denkmalschutzbehörde.

## Bodendenkmäler der Stadt Spalt

### Bodendenkmäler in der Gemarkung Enderndorf am See
| Lage                               | Objekt                                                              | Akten-Nr.     | Bild |
| ---------------------------------- | ------------------------------------------------------------------- | ------------- | ---- |
| Spalt (Standort)                   | Neuzeitliche Wüstung ("Birkenhof")                                  | D-5-6831-0015 |      |
| Enderndorf am See Spalt (Standort) | Siedlung vorgeschichtlicher Zeitstellung.                           | D-5-6831-0016 |      |
| Enderndorf am See Spalt (Standort) | Rechteckige Grabenanlage vor- und frühgeschichtlicher Zeitstellung. | D-5-6831-0017 |      |

### Bodendenkmäler in der Gemarkung Fünfbronn
| Lage                       | Objekt                                                                                        | Akten-Nr.     | Bild |
| -------------------------- | --------------------------------------------------------------------------------------------- | ------------- | ---- |
| Fünfbronn Spalt (Standort) | Vorgeschichtlicher Bestattungsplatz mit mindestens drei Grabhügeln, Siedlung der Steinzeiten. | D-5-6831-0019 |      |
| Spalt (Standort)           | Mittelalterlicher Burgstall "Sandeskron"                                                      | D-5-6831-0020 |      |
| Fünfbronn Spalt (Standort) | Siedlung der Steinzeiten.                                                                     | D-5-6831-0024 |      |
| Fünfbronn Spalt (Standort) | Bestattungsplatz mit Grabhügel vorgeschichtlicher Zeitstellung.                               | D-5-6831-0192 |      |
| Fünfbronn Spalt (Standort) | Grabhügel mit Bestattungen vorgeschichtlicher Zeitstellung.                                   | D-5-6831-0193 |      |

### Bodendenkmäler in der Gemarkung Großweingarten
| Lage                            | Objekt                                                              | Akten-Nr.     | Bild |
| ------------------------------- | ------------------------------------------------------------------- | ------------- | ---- |
| Großweingarten Spalt (Standort) | Siedlung der Urnenfelderzeit.                                       | D-5-6831-0010 |      |
| Großweingarten Spalt (Standort) | Vorgeschichtlicher Bestattungsplatz mit mindestens zwei Grabhügeln. | D-5-6831-0025 |      |
| Großweingarten Spalt (Standort) | Siedlung der Urnenfelderzeit.                                       | D-5-6831-0038 |      |
| Großweingarten Spalt (Standort) | Siedlung der Urnenfelderzeit.                                       | D-5-6831-0041 |      |

### Bodendenkmäler in der Gemarkung Kalbensteinberg
| Lage                               | Objekt                      | Akten-Nr.     | Bild |
| ---------------------------------- | --------------------------- | ------------- | ---- |
| Kalbensteinberg Absberg (Standort) | Burgstall des Mittelalters. | D-5-6831-0088 |      |

### Bodendenkmäler in der Gemarkung Spalt
| Lage             | Objekt | Akten-Nr.     | Bild           |
| ---------------- | --- | ------------- | -------------- |
| Spalt (Standort) | Burgstall und Abschnittsbefestigung des Mittelalters. | D-5-6831-0006 |                |
| Spalt (Standort) | Siedlung der Urnenfelderzeit. | D-5-6831-0009 |                |
| Spalt (Standort) | Siedlung vorgeschichtlicher Zeitstellung. | D-5-6831-0013 |                |
| Spalt (Standort) | Grabhügel vorgeschichtlicher Zeitstellung. | D-5-6831-0044 |                |
| Spalt (Standort) | Mittelalterliche und frühneuzeitliche Altstadt von Spalt. | D-5-6831-0194 |                |
| Spalt (Standort) | Spätmittelalterliche und frühneuzeitliche Stadtbefestigung von Spalt.                                                                                             | D-5-6831-0195 |                |
| Spalt (Standort) | Mittelalterliche und frühneuzeitliche Befunde im Bereich der Katholischen Pfarrkirche Mariä Himmelfahrt und St. Emmeram in Spalt. Siehe auch: St. Emmeram (Spalt) | D-5-6831-0197 | weitere Bilder |
| Spalt (Standort) | Mittelalterliche und frühneuzeitliche Befunde im Bereich der ehemalige Stiftskirche St. Nikolaus in Spalt. Siehe auch: St. Nikolaus (Spalt)                       | D-5-6831-0198 | weitere Bilder |

### Bodendenkmäler in der Gemarkung Wernfels
| Lage                      | Objekt | Akten-Nr.     | Bild |
| ------------------------- | --- | ------------- | ---- |
| Wernfels Spalt (Standort) | Freilandstation des Mesolithikums, Siedlung der Urnenfelderzeit. | D-5-6731-0031 |      |
| Wernfels Spalt (Standort) | Vorgeschichtlicher Ringwall. | D-5-6831-0029 |      |
| Wernfels Spalt (Standort) | Frühmittelalterliche Befestigung. | D-5-6831-0030 |      |
| Wernfels Spalt (Standort) | Mittelalterliche und frühneuzeitliche Befunde im Bereich des ehemaligen von Rieter'sches, dann von Brandis'sches Schlossgutes in Untererlbach. | D-5-6831-0032 |      |
| Wernfels Spalt (Standort) | Mittelalterliche und frühneuzeitliche Befunde im Bereich der Burg Wernfels. | D-5-6831-0034 |      |
| Wernfels Spalt (Standort) | Wüstung des hohen Mittelalters, Handwerks-/Industriestätte des Mittelalters oder der Neuzeit. | D-5-6831-0035 |      |
| Wernfels Spalt (Standort) | Siedlung vorgeschichtlicher Zeitstellung. | D-5-6831-0037 |      |
| Wernfels Spalt (Standort) | Mittelalterliche und frühneuzeitliche Befunde im Bereich der Katholischen Pfarrkirche St. Wenzeslaus in Theilenberg sowie ihrer Vorgängerbauten einschließlich umfriedetem Kirchhof mit Körperbestattungen. Siehe auch: St. Wenzeslaus (Theilenberg) | D-5-6831-0226 |      |